# Frank Richter (Künstler)
Frank Richter (* 8. September 1963 in Forst) ist ein deutscher Künstler.
Nach dem Studium der Kommunikations- und Medienwissenschaften von 1989 bis 1995 an der Universität Leipzig  beschäftigt er sich mit dem Phänomen des Hyperraumes. Er konzipiert mit selbstentwickelten Computerprogrammen vier-, fünf- und sechsdimensionale Würfel-Strukturen, welche die Wahrnehmung herausfordern und auch überfordern. In Grafiken, Plastiken und Rauminstallationen werden nach der Vorgabe von mathematischen Regeln Raum-Konstellationen festgehalten, die über die dritte Dimension hinausgehen.
Seine Arbeiten wurden bisher in Galerien (u. a. Galerie „D19“ in Chemnitz, Galerie „art-in“ in Meerane, Museum of Non-conformist Art in Petersburg), bei „File-2001“ auf der Biennale von São Paulo im Jahr 2001 und bei Medienfestivals wie der CYNETart gezeigt.  